# Bataille de Murwi
Crise burundaise
Batailles
- Murwi
- Ndora
- Bujumbura

La bataille de Murwi se déroule du 30 décembre 2014 au 4 janvier 2015 et oppose l'armée burundaise à un groupe rebelle.

## Déroulement
Selon les déclarations à l'AFP d'un haut gradé de l'armée burundaise, 120 combattants venus de la République démocratique du Congo armés de fusils d'assaut, d'un mortier de 60 mm, de cinq lance-roquettes et de plusieurs mitrailleuses entrent au nord-ouest du Burundi, dans la nuit du 29 au 30 décembre 2014,. Des témoignages d'habitants estiment de leur côté à environ 200 le nombre des rebelles.
Le groupe rebelle n'est pas identifié, l'armée burundaise refuse de donner la moindre information à ce sujet. D'après RFI cependant, il était composé à la fois de Hutus et de Tutsis. Les Forces nationales de libération (FNL), majoritairement hutues, nient toute implication. 
Le groupe rebelle est attaqué par l'armée burundaise dans la province de Cibitoke, alors qu'il aurait cherché à rejoindre la forêt de la Kibira. Les premiers affrontements éclatent dans le village de Rwesero. Les rebelles sont ensuite encerclés dans la commune de Murwi par plusieurs bataillons militaires, dont certains récemment rentrés de Somalie après avoir combattu les shebabs au sein de l'AMISOM. Le groupe rebelle est écrasé après six jours d'affrontements. Selon l'opposition et la société civile burundaise, de nombreux insurgés sont pris et exécutés, parfois à la machette, notamment par des membres des Imbonerakure,,,.
L'offensive de l'armée est condamnée le 4 janvier par l'opposition ; l'Alliance démocratique pour le changement au Burundi (ADC-Ikibiri).

## Bilan humain
Le 4 janvier, un général de l'armée burundaise déclare à l'AFP sous couvert d’anonymat que 105 des 121 rebelles entrés au Burundi ont été tués et quatre autres faits prisonniers contre deux morts du côté de l'armée. L'AFP indique cependant que douze soldats auraient été tués selon d'autres sources militaires.
Le 5 janvier, le colonel Gaspard Baratuza, le porte-parole de l’armée burundaise, donne un bilan de deux morts et sept blessés pour l'armée, deux civils tués et 95 morts et 9 capturés du côté du groupe rebelle, qualifié de « groupe criminel armé » ou encore de « groupe de terroristes ».  Il dément également les accusations d’exécutions extrajudiciaires,,.